# Chipewyan 201E
Chipewyan 201E är ett reservat i Kanada.   Det ligger i provinsen Alberta, i den centrala delen av landet, 2 800 km nordväst om huvudstaden Ottawa. Chipewyan 201E ligger vid sjön Richardson Lake.
Trakten runt Chipewyan 201E är nära nog obefolkad, med mindre än två invånare per kvadratkilometer.